# Математична магія
«Математична магія» (повна назва: «Математична магія, або чудеса, яких можна досягнути засобами механічної геометрії: у двох книгах, що стосуються механічних сил [і] рухів. Є однією з найбільш легких, приємних, корисних частин математики (якою все-таки нехтує більшість), що раніше не публікувалася цією мовою» англ. Mathematical Magick, or, The wonders that may by performed by mechanichal geometry: in two books, concerning mechanical powers [and] motions. Being one of the most easie, pleasant, useful (and yet most neglected) part of Mathematicks. Not before treated of in this language.) — трактат англійського священика і полімата Джона Вілкінса (1614—1672). Вперше опублікований 1648 року в Лондоні, друге видання вийшло друком у 1680 році, наступні видання з'явились у 1691 і 1707 роках.

## Зміст
Вілкінс присвятив свій трактат Його Високості курфюрсту Пфальцу (Карлу Людвігу), у якого служив капеланом від 1644 року. Трактат розділений на дві книги, що мають символічні назви «Архімед», тому що він був найуспішніший у відкритті механічних сил, і «Дедал», тому що він був одним із найперших і найуспішніших стародавніх творців Механізму. У першій книзі Вілкінс пояснює основні принципи механіки і описує традиційні механічні пристрої, що були у вжитку віддавна, а в другій дає прогноз майбутніх технічних розробок, зокрема, в галузі повітроплавання. Він передбачає, що ці розробки будуть успішними, лише якщо на розвиток цієї галузі буде направлено достатню кількість тренувань і досліджень. Трактат має на меті поширення наукових знань і стимулювання інтересу читачів до наукових досліджень.

## Перша книга
Перша книга має назву «Архімед» і складається з 20 глав, у яких описані традиційні механічні пристрої, такі як ваги, важіль, колесо, блок, поліспаст, клин і гвинт. Автор порівнює сили, що діють на них, із силами, що діють в людському тілі. Вілкінс посилається на фразу, яку приписують Архімеду — «дайте мені точку опори, і я поверну Землю», — і описує дію ряду зубчастих передач. Також Вілкінс допускає теоретичну можливість досягнення швидкості, яка дорівнює швидкості обертання Землі на екваторі. Книга містить порівняння метальних машин, таких як катапульта, з гарматами часів Вілкінса.

## Друга книга

### Різні пристрої
Друга книга — «Дедал» — складається з 15 глав, що описують різні механічні пристрої. Серед них — описи механізмів, що здатні діяти без людського втручання, таких як годинник, водяний млин і вітряк. Вілкінс описує дію механізмів за рахунок руху повітря в димарі або стисненого повітря і пропонує проект сухопутної яхти — воза з двома щоглами і двома вітрилами, оснащеного вітровою турбіною з вертикальною віссю. У книзі описано низку механічних рухомих фігур у вигляді тварин і людей, а також покращений проект підводного човна, який раніше спроектував і побудував голландський винахідник Корнеліс Дреббель.

### Мистецтво повітроплавання
Вілкінс вказує, що людина могла б літати в повітрі, якщо побудують пристрій, де людина могла б сидіти, і цей пристрій можна буде розігнати в повітрі. У розділі VII Вілкінс розглядає різні способи, за допомогою яких людина може літати, починаючи з польотів за допомогою духів і ангелів (про що неодноразово згадано в Біблії), до польотів за допомогою птахів, а також за допомогою крил, що приєднані безпосередньо до тіла людини або до летючої колісниці. Вілкінс згадує про відомі йому спроби людини літати:
|                               | англійський чернець Ейлмер [ймовірно, Ейлмер Малмсберійський], за часів сповідників зробив такі крила щоб злетіти з вежі на протяжну відстань; інший монах [йдеться про Фауста Вранчича] — з дзвіниці Сан-Марко у Венеції; ще один — у Нюрнберзі; де Бусбек згадує про турка з Константинополя, який також намагався здійснити щось подібне. Бертон згадує цю цитату, відзначаючи, що ці новомодні дотепники (згідно з його цинічним зауваження) через деякий час вироблять мистецтво літати. Насправді, більшість з цих творців, на жаль, розбилися, поламавши руки або ноги, що можна пояснити відсутністю досвіду Оригінальний текст (англ.) Tis related of a certain English Monk called Elmerus [probably Eilmer of Malmesbury], about the Confessors time, that he did by such wings fly from a Tower above a furlong; and so another from Saint Marks steeple in Venice; another at Norinberge; and Busbequius speaks of a Turk in Constantinople, who attempted something this way. Mt. Burton mentioning this quotation, doth believe that some new-fangled wit ('tis his Cynical phrase) will some time or other find out this art. Though the truth is, most of these Artists did unfortunately miscarry by falling down and breaking their arms or legs, yet that may be imputed to their want of experience ... |
| — Mathematical Magick, p. 204 | |

Вілкінс продовжує, стверджуючи, що достатня практика дасть змогу людині літати. Однак найвірогіднішим способом для польоту він вважає використання летючої колісниці, яка повинна мати достатній розмір, щоб усередині могла поміститися людина, і обладнаної якимось двигуном, або мати достатній розмір, щоб в ній помістилося кілька осіб, які самі приводять її в рух. Наступний розділ науковець повністю присвячує розвіюванню будь-яких сумнівів у можливості побудувати таку летючу колісницю, але звичайно ж для цього потрібно побудувати і випробувати деякі особливі пристрої.

### Вічний рух і вічні лампи
У розділах з IX по XV викладені міркування Вілкінса про можливість створення вічного двигуна, а також про лампи, що можуть горіти впродовж століть, і способи виготовлення таких ламп і вічного двигуна.